# Neotropius acutirostris
Neotropius acutirostris és una espècie de peix de la família dels esquilbèids i de l'ordre dels siluriformes.
És ovípar i els ous no són protegits pels pares. És un peix d'aigua dolça i de clima tropical. Es troba a Àsia: Myanmar.